# محافظة كرونوبري
محافظة كرونوبري (بالسويدية: Kronoberg County) هي محافظات السويد تقع في السويد في السويد. يقدر عدد سكانها بـ 183,988 نسمة ومساحتها 8,466.0 كم2 .

## أعلام
- اينار أندرسون